# Carolina Dieckmann
Carolina Dieckmann Worcman (née le 16 septembre 1978 à Rio de Janeiro) est une actrice brésilienne.

## Biographie
Elle a joué dans la telenovela Mulheres Apaixonadas. Dans la série Secrets de famille, elle joue le rôle d’une femme atteinte d’une leucémie.
Elle a été mariée à Tiago Worcman jusqu'en 2007 et à Marcos Frota de 1997 à 2004.

## Filmographie
| Année | Titre                | Rôle                                                | Notes                                                                          |
| ----- | -------------------- | --------------------------------------------------- | ------------------------------------------------------------------------------ |
| 1993  | Sex Appeal           | Cláudia (Claudinha)                                 |                                                                                |
| 1993  | Fera Ferida          | Carolina                                            |                                                                                |
| 1994  | Tropicaliente        | Açucena                                             |                                                                                |
| 1995  | Malhação             | Juliana Siqueira (July)                             |                                                                                |
| 1996  | Vira-Lata            | Renata                                              |                                                                                |
| 1997  | Por Amor             | Catarina Batalha Pereira (Cati)                     |                                                                                |
| 1997  | Você Decide          | Lídia                                               |                                                                                |
| 1999  | Você Decide          | Raquel                                              |                                                                                |
| 2000  | Laços de Família     | Camila Lacerda Ferrari                              | Troféu Imprensa for Best Actress Nominated — Melhores do Ano for Best Actress  |
| 2001  | As Filhas da Mãe     | Luise de Mershéél                                   |                                                                                |
| 2001  | Brava Gente          | Marina                                              |                                                                                |
| 2003  | Mulheres Apaixonadas | Edwiges Batista                                     | Kids' Choice Awards Brazil for Favorite Actress Prêmio Contigo for Best Couple |
| 2003  | Cena Aberta          | Tudinha                                             |                                                                                |
| 2004  | Da Cor do Pecado     | Julia                                               |                                                                                |
| 2004  | Senhora do Destino   | Isabel Esteves Tedesco / Lindalva Ferreira da Silva |                                                                                |
| 2004  | Senhora do Destino   | Maria do Carmo (Young)                              |                                                                                |
| 2006  | Cobras & Lagartos    | Leona Pasquim Montini                               | Kids' Choice Awards Brazil for Favorite Actress                                |
| 2008  | Três Irmãs           | Suzana Jequitibá Aquila                             |                                                                                |
| 2010  | Passione             | Diana Rodrigues                                     |                                                                                |
| 2011  | Fina Estampa         | Teodora Bastos da Silva                             | Nominated – Prêmio Contigo for Best Actress                                    |
| 2012  | Salve Jorge          | Jéssica Lima da Costa                               | Nominated – Prêmio Contigo for Best Supporting Actress                         |
| 2013  | Joia Rara            | Iolanda Lopez Hauser,                               |                                                                                |